# 岡山市立芳田中学校
岡山市立芳田中学校（おかやましりつ よしだちゅうがっこう）は、岡山県岡山市南区当新田にある公立中学校。

## 沿革
- 1984年（昭和59年）4月1日 - 御南中学校から分離し開校。当初は当新田の校舎の建設が間に合わなかったため、御南中学校の校地を間借りしていた。
- 1985年（昭和60年） 1月26日- 当新田の新校舎へ移転。

## 校訓
- 誠実 忍耐 創造

## 部活動
- 野球部
- ソフトテニス部
- バドミントン部
- バレーボール部
- 陸上競技部
- 柔道部
- 剣道部
- バスケットボール部
- 卓球部
- 吹奏楽部
- 英語部
- 美術部
- パソコン部
- 放送部
- 水泳部（特別）

## 通学区域が隣接している学校
- 岡山市立芳泉中学校
- 岡山市立藤田中学校
- 岡山市立福田中学校
- 岡山市立御南中学校
- 岡山市立桑田中学校
- 岡山市立岡輝中学校